# Artoxares
Artoxares (en persa antiguo: Artaxšara) (ca. 465-después del 419 a. C.) fue un eunuco de origen paflagonio que desempeñó un importante papel durante los reinados de Artajerjes I y Darío II de Persia.
Según Ctesias, cuando tenía apenas veinte años, tomó parte activa en las negociaciones que llevaron a la reconciliación del rey Artajerjes con el rebelde Megabizo hacia el 445 a. C. No obstante, cuando Megabizo volvió a caer en desgracia y fue exiliado a una ciudad de la región del Golfo Pérsico, Artoxares corrió la misma suerte, siendo expulsado de la corte y confinado a Armenia. Se ha señalado que Artoxares ocupó el cargo de sátrapa de Armenia durante este período, aunque esto no es manifestado explícitamente por Ctesias.
Cuando Artajerjes murió en el año 424 a. C., sus hijos Jerjes II, Sogdiano y Darío II Oco se disputaron el trono. Artoxares aprovechó la ocasión para tomar partido por Darío II, el cual recibió además el apoyo de Arbario, comandante de la caballería, y Arsames, sátrapa de Egipto. Cuando Darío se impuso sobre sus hermanos, Artoxares se convirtió en uno de los miembros más influyentes de su corte. A pesar de ello, por motivos desconicidos, al poco tiempo lideró una conspiración para derrocar al nuevo rey. Cuando esta fue descubierta, Artoxares fue ejecutado, supuestamente por orden de la reina Parisatis.
La conjura de Artoxares tuvo lugar en un período convulsionado, casi inmediatamente después de las rebeliones de Arsites y Artifio, y del sátrapa Pisutnes.
Por los archivos de la familia Murashu, hallados en la ciudad babilonia de Nippur, conocemos a cierto Artahshar (Artahŝar), el cual parece tratarse de la misma persana que el Artoxares de las fuentes clásicas. Según dichos archivos, los dominios de Manuštånu (identificado con Menostanes, un partidario de Sogdiano) pasaron a Artahŝar luego de la ascensión de Darío II.
El dramaturgo griego Aristófanes pudo haberse inspirado en la figura de Artoxares para el personaje paflagonio de su comedia Los caballeros (Bowie, con bibliog. anterior  (enlace roto disponible en Internet Archive; véase el historial, la primera versión y la última).). 

## Citas clásicas
- Ctesias, en Focio, Epítome de Persica 42-43, 50, 52, 54. Es la única fuente clásica.